# 大眼角鯊
大眼角鯊（學名：Squalus megalops），又名短吻棘鮫，是軟骨魚綱角鯊目角鯊科的一種。

## 分布
本魚分佈西太平洋區，包括日本、台灣、中國大陆、菲律賓、越南、印尼、馬來西亞、澳洲等海域。

## 深度
水深30至750公尺。

## 特徵
本魚體細而延長，吻短而起角，口細，差不多與吻部一樣長。眼橢圓形，無瞬膜，具盾鱗。第一背鰭鰭棘在胸鰭之上。大眼角鯊的背部呈銅灰色，腹部白色。背鰭端黑色及有白邊，但在成年的大眼角鯊上此處並不顯眼。體長可達71公分。

## 生態
本魚棲息魚大陸棚或大陸坡，為底棲性魚類，經常可以看見同性的集合在一起。肉食性，以硬骨魚、蝦及其他甲殼類、頭足綱及其他板鰓亞綱為食物。卵胎生的，每胎約有2至4條幼鯊。妊娠期為2年。幼鯊大多生活在外大陸棚之外的遠洋水域。

## 經濟利用
食用魚，可做成生魚片、鹽腌及煙燻來吃。